# Гајешти
Гајешти (рум. Găești) град је у у средишњем делу Румуније, у историјској покрајини Влашка. Гајешти је трећи по важности град у округу Дамбовица.
Гајешти према последњем попису из 2002. године има 15.585 становника.

## Географија
Град Гајешти налази се у средишњем делу покрајине Влашке. Од седишта државе, Букурешта, Гајешти је удаљен око 80 км северозападно.
Град лежи на реци Арђеш, подно Карпата, на месту где река из брдско-планинског дела излази у Влашку низију. Надморска висина града је приближно 190 метара.

## Становништво
У односу на попис из 2002, број становника на попису из 2011. се смањио.
| 1966. | 1977.  | 1992.  | 2002.  | 2011.  |
| ----- | ------ | ------ | ------ | ------ |
| 8.962 | 12.494 | 18.566 | 16.598 | 13.317 |

Румуни чине већину становништва Гајештија, а од мањина присутни су само Роми.